# It's not a fashion statement, it's a fucking deathwish
«It's Not a Fashion Statement, It's a Fucking Deathwish» es la undécima canción del disco Three Cheers for Sweet Revenge de la banda My Chemical Romance. El vocalista Gerard Way señaló en marzo de 2011 que de entre todas sus canciones, esta es la más difícil de cantar.
La canción se trata de un hombre que es asesinado por su amada y resucita en busca de venganza pero al mismo tiempo amandola.
La canción se conoce de dos formas: «It's Not a Fashion Statement, it's a Deathwish» e «It's not a Fashion Statement, It's a Fucking Deathwish»; la segunda es la más conocida, ya que así es como se le llama en el disco y en el folleto de las letras.
Hay una fuerte similitud entre esta canción y la canción «Miedo a las alturas» del grupo Panda, por lo que la banda mexicana ha sido acusada de plagio.